# ورم القشرة الكظرية الغدي
يوصف ورم القشرة الكظرية الغدي عادةً بأنه ورم حميد ينشأ من الخلايا التي تتكون منها قشرة الغدة الكظرية. يعتبر ورم القشرة الكظرية الغدي كمعظم الأورام الغدية ورمًا حميدًا لأنها غير وظيفية وغير عرضية. تصنف أورام قشر الكظر على أنها اضطرابات مستقلة عن اضطرابات الهرمون الموجه لقشر الكظر وترتبط عادةً بحالات مثل: متلازمة كوشينغ (فرط الكورتيزول) أو متلازمة كون (فرط الألدوستيرونية)، والتي تُعرف أيضًا باسم الألدوستيرونية البدئية. بالإضافة إلى ذلك، تدعم التقارير الحديثة ارتباط أورام قشر الكظر بفرط الأندروجين الذي يمكن أن يسبب زيادة في الأندروجين عند الإناث. تختلف متلازمة كوشينغ عن داء كوشينغ على الرغم من أن كلا الحالتين ناتجة عن فرط الكورتيزول. يشير مصطلح داء كوشينغ تحديدًا إلى فرط الكورتيزول الثانوي المصنف على أنه متلازمة كوشينغ المعتمدة على الهرمون الموجه لقشر الكظر الناتجة عن أورام الغدة النخامية. في المقابل، تشير متلازمة كوشينغ تحديدًا إلى فرط الكورتيزول البدئي المصنف على أنه متلازمة كوشينغ غير المعتمدة على الهرمون الموجه لقشر الكظر الناتجة عن أورام الغدة الكظرية.

## المظهر
تُصنّف أورام الغدة الكظرية على أنها أورام غير نشطة للغدد الصماء نظرًا لأن معظمها غير وظيفية وغير عرضية. تظهر أورام قشر الكظر الوظيفية أعراضًا تتفق مع متلازمات الغدد الصماء المختلطة. في معظم حالات أورام القشرة الكظرية الغدي المبلغ عنها، ظهر عند المرضى متلازمة واحدة أو عدة متلازمات مثل فرط الألدوستيرونية/متلازمة كون، فرط الكورتيزول/متلازمة كوشينغ، فرط الأندروجين/التأنيث، التذكير، أو الشعرانية. تتضمن بعض الأعراض الشائعة المرتبطة بأورام قشر الكظر ما يلي:
الجهاز العضلي الهيكلي
- هشاشة.
- ضعف عضلي / ضمور عضلي.

القلب والأوعية الدموية
- ارتفاع ضغط الدم.

الغدد الصماء والتمثل الغذائي
- البدانة.

أكثر انتشارًا عند الذكور.
- التذكير.

أكثر انتشارًا عند الإناث.
- فرط الأندروجين.

- دورات طمثية غير منتظمة.

العصبية
- اضطرابات النوم.

- الاكتئاب.

البشرة
- سهولة التكدم.
- تجعدات صغيرة.
- الشعرانية.
- حب الشباب.

## الأسباب
تشير الدراسات حول الحالات المكتشفة أن معظم أورام قشر الكظر تحدث بسبب الانتشار الورمي للخلايا القشرية الكظرية داخل الطبقات الثلاث المتميزة لقشرة الغدة الكظرية. عند البشر، تتكون قشرة الغدة الكظرية من ثلاث مناطق متحدة المركز بما في ذلك المنطقة الكبيبية، والمنطقة الحزمية، والمنطقة الشبكية التي تستجيب في الظروف العادية لحاجات الجسم الفيزيولوجية من الستيروئيدات. تعتبر قشرة الغدة الكظرية عضوًا ديناميكيًا يحدث فيه استبدال الخلايا الهرمة بخلايا متمايزة حديثًا. هذا التجديد المستمر يسهل إعادة تشكيل الأعضاء ما يساهم في وجود الخصائص الديناميكية لقشرة الغدة الكظرية. في المقابل، يُعتقد أن الفيزيولوجيا التطورية لقشرة الغدة الكظرية تلعب دورًا مركزيًا في تكوين أورام قشر الكظر. كما أن الآليات الجزيئية المشاركة في التطور الطبيعي للغدد الكظرية يمكن أن يكون لها آثار سيئة إذ أنها قد تؤدي إلى تكوين أورام داخل قشرة الغدة الكظرية. تشير الدراسات الحديثة إلى أن الطفرات التي تؤثر على المسارات الجزيئية لمنطقة قشر الكظر يمكن أن تحفز الانتشار غير الطبيعي وتكوين الورم. من خلال هذه الدراسات، حُددت إشارات البروتين كيناز أ التي تعتمد على أحادي فوسفات الأدينوسين الحلقي كوسيط رئيسي لإفراز الكورتيزول، وقد تورطت الطفرات المرتبطة بخلل تنظيم هذه المسارات في الفيزيولوجيا المرضية لقشر الكظر.